# Mor Talla Gaye
Mor Talla Gaye, couramment nommé Mor Talla, est un footballeur sénégalais né le 7 janvier 1999 à Guinaw Rail et évoluant au poste d'ailier au FC RFS en Lettonie.
Formé au sein du Diambars FC au Sénégal, il y fait ses débuts en professionnel et y est rapidement remarqué pour son talent. Il signe en 2022 en Lettonie ou il évolue depuis au sein de plusieurs clubs, le dernier en date étant RFS. Il a également été international en équipe de jeune du Sénégal.

## Biographie
Mor Talla naît en janvier 1999 à Guinaw Rails, une commune de la ville de Pikine. A 12 ans, il intègre l'institut du Diambars FC, un des meilleurs clubs formateurs du Sénégal dont l'équipe fanion est professionnelle (et championne du Sénégal en 2013). Il y fais ses classes et y est remarqué pour sa vitesse et son excellent niveau de jeu.
Plus tard, il intègre l'équipe première de son club formateur avec laquelle il remonte en Ligue 1 en 2019 et ou il se montre rapidement performant. Durant l'Hiver 2020, il fais notamment un essai avec le FC Sochaux-Montbéliard, qui évolue alors en Ligue 2.
En Avril 2022, Mor Talla rejoint le FK Auda, équipe de première division lettone fraîchement promue. Il y réalise une première saison encourageante et gagne notamment la coupe de Lettonie, bien qu'handicapé par une blessure à la jambe. Dans la foulée, il rejoint le Riga FC, club partenaire d'Auda, en prêt et y joue toute la saison 2023 en étant une nouvelle fois performant, avec 7 passes décisives et un but dans un nouveau rôle de piston. Il gagne de nouveau le coupe, mais n'entre pas en finale contre RFS.
De retour de son prêt, il facture une excellente saison 2024 avec six buts et huit passes décisives en championnat. Il atteint par ailleurs de nouveau la finale de la coupe mais s'y incline, contre RFS. Après cette bonne saison, il quitte son club et signe avec le FC RFS, champion en titre et participant à la coupe d'Europe. Il ouvre son compteur avec sa nouvelle équipe contre Grobinas lors de la septième journée de championnat,.

## Palmarès
Mor Talla gagne deux fois la Coupe de Lettonie de football, en 2022 avec Auda puis en 2023 avec le Riga FC.

## Style de jeu
Joueur rapide et explosif, Mor Talla se distingue par sa grande polyvalence. Ailier de formation, il est replacé comme arrière latéral par Tomislav Stipic lors de son passage à Riga et il est capable d'évoluer sur tous le front de l'attaque. Bon buteur, il délivre également de nombreuses passes décisives.

## Statistiques
| Saison                | Club                  | Championnat           | Championnat | Championnat | Championnat | Coupe(s) nationale(s) | Coupe(s) nationale(s) | Coupe(s) nationale(s) | Total | Total | Total |
| Saison                | Club                  | Division              | M.          | B.          | P.d.        | M.                    | B.                    | P.d.                  | M.    | B.    | P.d.  |
| 2022                  | FK Auda               | Virsliga              | 15          | 1           | 0           | 4                     | 0                     | 0                     | 19    | 1     | 0     |
| 2024                  | FK Auda               | Virsliga              | 32          | 6           | 8           | 4                     | 1                     | 0                     | 36    | 7     | 8     |
| Sous-total            | Sous-total            | Sous-total            | 47          | 7           | 8           | 8                     | 1                     | 0                     | 55    | 8     | 8     |
| 2023                  | Riga FC (prêt)        | Virsliga              | 28          | 1           | 5           | 3                     | 0                     | 2                     | 31    | 1     | 7     |
| Sous-total            | Sous-total            | Sous-total            | 28          | 1           | 5           | 3                     | 0                     | 2                     | 31    | 1     | 7     |
| 2025                  | FC RFS                | Virsliga              | 18          | 8           | 1           | 1                     | 0                     | 0                     | 19    | 8     | 1     |
| Total sur la carrière | Total sur la carrière | Total sur la carrière | 93          | 16          | 14          | 12                    | 1                     | 2                     | 105   | 17    | 16    |